# ناتالي الخوري غريب
ناتالي الخوري غريب (1976 -) هي روائية وكاتبة وأكاديمية لبنانية. لها العديد من المؤلفات في النقد والسرد.

## سيرة
ولدت ناتالي إيليا الخوري في آب (أغسطس) 1976، في بلدة رحبة عكار. وحازت شهادة الإجازة في اللغة العربية وآدابها من الجامعة اللبنانية في العام 2001، وإجازة في الفلسفة من الجامعة نفسها في العام 2007.
وحازت في العام 2004، شهادة دبلوم دراسات معمّقة في اللغة العربية وآدابها من جامعة الروح القدس الكسليك، عن موضوع بعنوان: الرؤية الكونية في شعر ميشال حايك ومناحيها الفنيّة، وكانت بإشراف د. منيف موسى. وفي العام 2011، حازت دبلوم دراسات عليا في الفلسفة من الجامعة اللبنانيّة، عن: ترجمة كتاب فردوس الحقّ من الإنكليزيّة إلى العربية، لسيّد حسين نصر في التصوّف، إشراف د. محمد شيّا. وكانت حازت في العام 2010 شهادة كفاءة في تعليم اللغة العربيّة للمرحلة الثانويّة من كلية التربية في الجامعة اللبنانيّة.
في العام 2012 حازت ناتالي شهادة الدكتوراه في اللغة العربية وآدابها من الجامعة اللبنانية عن موضوع: النزعة الصوفيّة في شعر ميخائيل نعيمه وكمال جنبلاط؛ أبعادًا ومقارنة. إشراف د. خليل أبو جهجه.
تعمل ناتالي أستاذة متفرغة في كلية الآداب والعلوم الإنسانية في الجامعة اللبنانية.

## نشاطها الثقافي
تشارك ناتالي في العديد من الندوات الثقافية والفكرية، وتكتب المقالة، والرواية والقصة. ولها العديد من الأبحاث الأكاديمية، منها: مقام الذكر في شعر ربيعة أبي فاضل، مجلّة الحداثة (السنة العشرون، الأعداد 151-154، ربيع وصيف 2013)، ومقاربة سيميائية سردية، رواية التائهون لأمين معلوف، مجلّة كتابات معاصرة، فنون وعلوم، (العدد 88، المجلّد 22، أيّار و2 حزيران 2013).
وهي كانت مقررة اللجنة الثقافية في الجامعة اللبنانية، كلية الآداب والعلوم الإنسانية (الفرع الثاني) في العام 2015 إلى العام 2016. وشغلت سابقًا أمينة الشؤون الثقافيّة في المركز الثقافي البلدي في البترون.
كتب عن أعمالها العديد من المقالات والدراسات كما أجريت معها العديد م الحوارات.

كذلك أسست ناتالي «حركة إصدار ونقاش»، وعن ذلك تقول: 
في ظلّ المنتديات الشعرية الكثيرة في لبنان، كذلك المنتديات الثقافية، فكّرت بحركة نقدية لا تشبه أخواتها، بدأنا بإنشائها مع طلابنا وبعض الزملاء الجامعيين والإعلاميين، من حيث ضرورة حضور ثلاثة أجيال متخصّصين على المنبر الواحد لمناقشة الأعمال الأدبيّة، ولقاء الأدباء، وعرض أبحاث ودراسات.

## أعمالها
لناتالي العديد من الأعمال في السرد والنقد، فضلا عن كتابة عشرات المقالات والدراسات المنشورة، ومن ذلك:

### في النقد
- القلق الوجودي في شعر ميشال الحايك، دار سائر المشرق، بيروت 2013[10][11]
- ميخائيل نعيمه وكمال جنبلاط، شاعران في معراج الصوفيّة، دار سائر المشرق، بيروت 2014[12]
- المقامات الصوفيّة في شعر ربيعة أبي فاضل، دار سائر المشرق، بيروت 2014[13][14]
- الشعر العربي الحديث - مقاربات فلسفية ومغالطات لاهوتية، دار سائر المشرق 2019
- سيميائية العناوين في الشعر العربي الحديث، نور للنشر، 2020

### في السرد
- حين تعشق العقول، دار سائر المشرق، 2015
- هجرة الآلهة والمدائن المجنونة، دار سائر المشرق، 2016[15][16]
- العابرون، دار الإبداع، مجموعة قصصية، 2016
- أزاهير العبث، دار سائر المشرق 2018[17][18]
- الطريق الرابع، دار نينوى 2021[19][20][21][8]

## وصلات خارجية
- ناتالي الخوري غريب
- الروائية اللبنانية ناتالي خوري غريب تروي تجربتها مع كتابها الأول.. دراسة حول الشاعر واللاهوتي ميشال الحايك
- نقطة فاصلة مع الدكتورة ناتالي الخوري غَريب والدكتور رزق الله الياس قسطنطين
- ناتالي الخوري غريب: الرواية كعطش للجسد
- ناتالي الخوري غريب: على من يكتبون الرواية أن يكتبوا نصوصًا تشبههم
- الروائية اللبنانية ناتالي الخوري غريب: ألبير كامو أقرب إلى طبيب للحضارة
- ملامح العالم الروائي للدكتورة ناتالي الخوري غريب في روايتها «هجرة الآلهة والمدائن المجنونة»